# 拉科希
拉科希（法語：La Cauchie，法語發音：[la koʃi]）是法国上法蘭西大區加来海峡省的一个市镇，属于阿拉斯区。

## 地理
拉科希（50°12'2"N, 2°34'55"E）面积2.2 平方千米，位于法国上法蘭西大區加来海峡省，该省份为法国北部沿海省份，西北濒北海，南至索姆省，东临北部省。
与拉科希接壤的市镇（或旧市镇、城区）包括：巴约尔蒙、安贝尔康、拉埃利耶尔。
拉科希的时区为UTC+01:00、UTC+02:00（夏令时）。

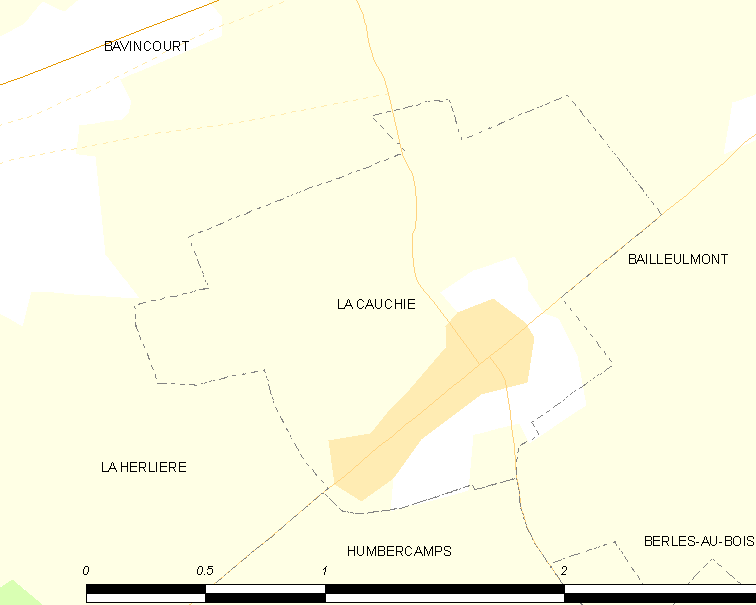
拉科希的OSM定位图

## 行政
拉科希的邮政编码为62158，INSEE市镇编码为62216。

## 政治
拉科希所属的省级选区为阿韦讷勒孔特县。

## 人口

1962-2008年间拉科希人口变化图示

拉科希于2022年1月1日时的人口数量为210人。